# Jocuri de război (Star Trek: Generația următoare)
"Peak Performance" este un episod din al doilea sezon al serialul științifico-fantastic „Star Trek: Generația următoare”. Scenariul este scris de David Kemper; regizor este Robert Scheerer. A avut premiera la  10 iulie 1989 .

## Prezentare
Enterprise și USS Hathaway se confruntă în manevre de luptă simulate. Data nu reușește să învingă un umanoid într-un joc de stratagemă, ceea ce îl face să se îndoiască de sine.

## Vezi și
- 1989 în științifico-fantastic